# فريدريك سميث
فريدريك سميث (بالإنجليزية: Frederick Smith) (10 مايو 1854 - 27 يناير 1894) هو لاعب كريكت بريطاني (وحمل سابقاً جنسية المملكة المتحدة لبريطانيا العظمى وأيرلندا).